# VIRGO (віртуальна обсерваторія)
Віртуальна рентгенівська і гамма-обсерваторія («VIrtual Roentgen and Gamma Observatory» — «VIRGO») була заснована у Києві у квітні 2006 року на базі фізичного факультету Київського Університету.
Створенню VIRGO сприяли швейцарський центр обробки даних супутника ІНТЕГРАЛ, Інститут теоретичної фізики імені М. М. Боголюбова НАН України, Астрономічна обсерваторія Київського університету.
На VIRGO проводиться обробка даних спостережень активних ядер галактик, компактних об'єктів у тісних подвійних системах, залишків наднових і гамма спалахів. VIRGO надає можливість українським науковцям отримувати дані спостережень сучасних телескопів і надає консультації з обробки цих даних.